# 中居正広のオールナイトニッポン
中居正広のオールナイトニッポン（なかいまさひろのオールナイトニッポン）はニッポン放送の人気深夜番組オールナイトニッポンの月曜日で中居正広がパーソナリティを担当したラジオ番組。1993年11月15日～1994年10月31日に放送された。

## 概要
- 多忙なスケジュールの中で行っており、リスナーとの会話では今のスタイルに近いヤンキーぽさを出していた。また、SMAPのメンバーがゲスト出演することもあった。中居はこのANNが始まる前にSMAPとして特別番組「SMAPのオールナイトニッポン」を担当したこともある（1993年6月12日、2003年6月25日）。
- 番組内のジングルはSMAPの楽曲が使用されていた（「Heartの秘密」など）。

### レギュラー放送終了後
- 中居はその後、同局でレギュラー番組『中居正広のSome girl' SMAP』→『中居正広 ON&ON AIR』を2025年に芸能界を引退するまで通算29年半にわたって担当した。
- 1996年12月24日 - 中居がメインパーソナリティを務めた『第22回ラジオ・チャリティー・ミュージックソン』内の企画（オールナイトニッポン ラジオ・チャリティー・ミュージックソン）として2年ぶりに復活。ゲストに石橋貴明（とんねるず）、つんく（シャ乱Q）が登場。
- 1997年12月24日 - 前年同様、メインパーソナリティを務めた『第23回ラジオ・チャリティー・ミュージックソン』内の企画として1年ぶりに復活。ゲストに南原清隆（ウッチャンナンチャン）、岡村隆史（ナインティナイン）が登場し、フジテレビ「明石家サンタ」へ電話出演を行った。
- 2013年2月23日 -『伝説のパーソナリティが今を語る オールナイトニッポン45時間スペシャル』の一環として15年ぶりに復活。
- 2013年9月18日 -「オールナイトニッポンGOLD」枠にて特別番組『中居正広のオールナイトニッポンGOLD〜劇場版ATARUスペシャル〜』が放送。
- 2023年2月18日 -『オールナイトニッポン55周年記念 オールナイトニッポン55時間スペシャル』の一環として10年ぶりに復活。ただし、この時はレギュラー番組の『ON&ON AIR』の放送枠で30分のみの放送だった。

## 放送時間
- 月曜1部 深夜25:00-27:00（ニッポン放送をキーステーションに全国33局ネット）

## 主なコーナー
- クイズうっかり八兵衛
- コレって俺だけ?
- お願いDJ
- ポロリの本音
- 初恋の人に会いたい

## エンディングテーマ
スタンド・バイ・ミー（ジョン・レノン）